# Arthur et la Cité interdite
Arthur et la Cité interdite (publicado como Artur e a Cidade Proibida em Portugal) é segundo livro da série Artur e os Minimeus, autoria dos franceses Luc Besson e Céline Garcia.